# Sonate K. 388
La sonate K. 388 (F.334/L.414) en ré majeur est une œuvre pour clavier du compositeur italien Domenico Scarlatti.

## Présentation
La sonate K. 388 en ré majeur, notée Presto, forme une paire avec la sonate suivante qui ouvre le volume IX du manuscrit de Venise. Les deux paires suivantes montrent une logique séquentielle claire : une sonate binaire, au caractère brillant, sonore et relativement polyphonique, suivie d'un menuet à deux voix (Minuet étant précisé pour K. 393 dans les deux sources et seulement dans Parme pour la K. 391), mais de forme irrégulière. La danse est étonnamment viennoise dans le style et Pestelli la compare aux futurs menuets des symphonies de Haydn et Mozart.
Dans les catalogues de Kirkpatrick et de Fadini, comme dans le manuscrit de Venise, les sonates sont séparées, sans tenir compte de la plus grande familiarité avec la musique de la personne qui a assemblé la collection de Parme (peut-être le compositeur lui-même ?).

## Manuscrits
Le manuscrit principal est le premier numéro du volume IX de Venise (1754), copié pour Maria Barbara ; les autres sont Parme XI 3, Münster III 41 et Vienne E 36.

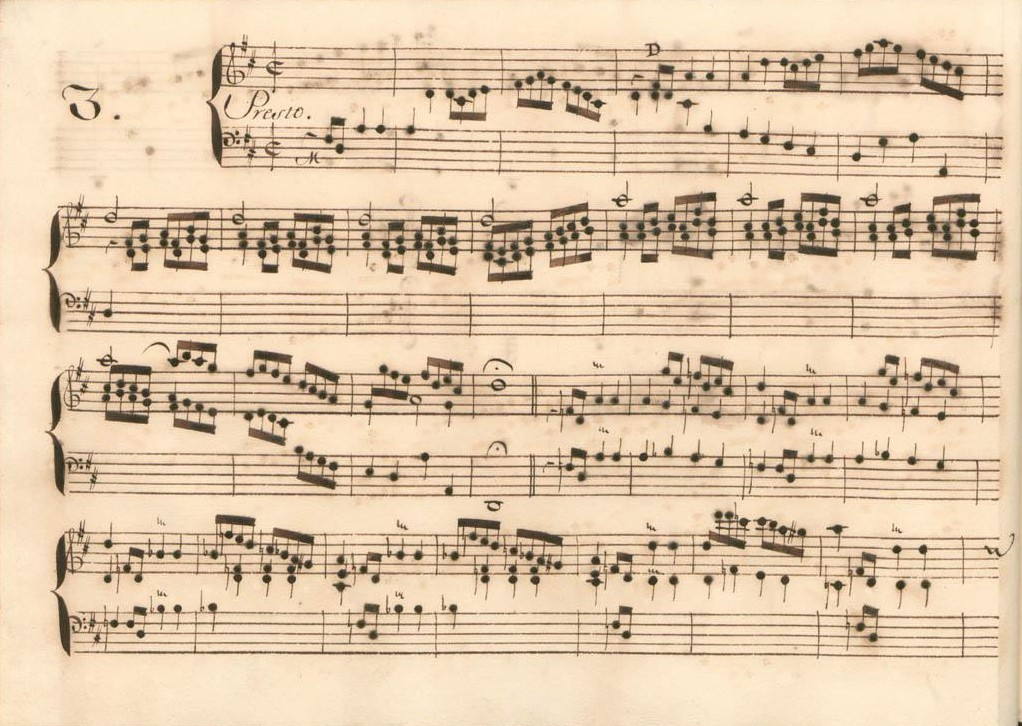
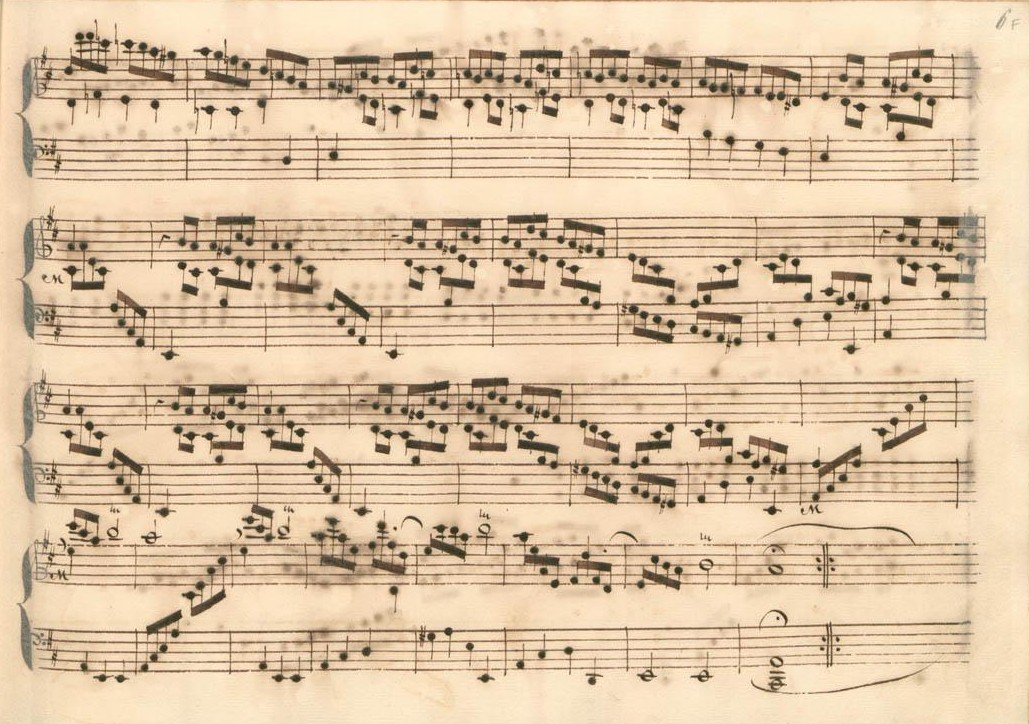
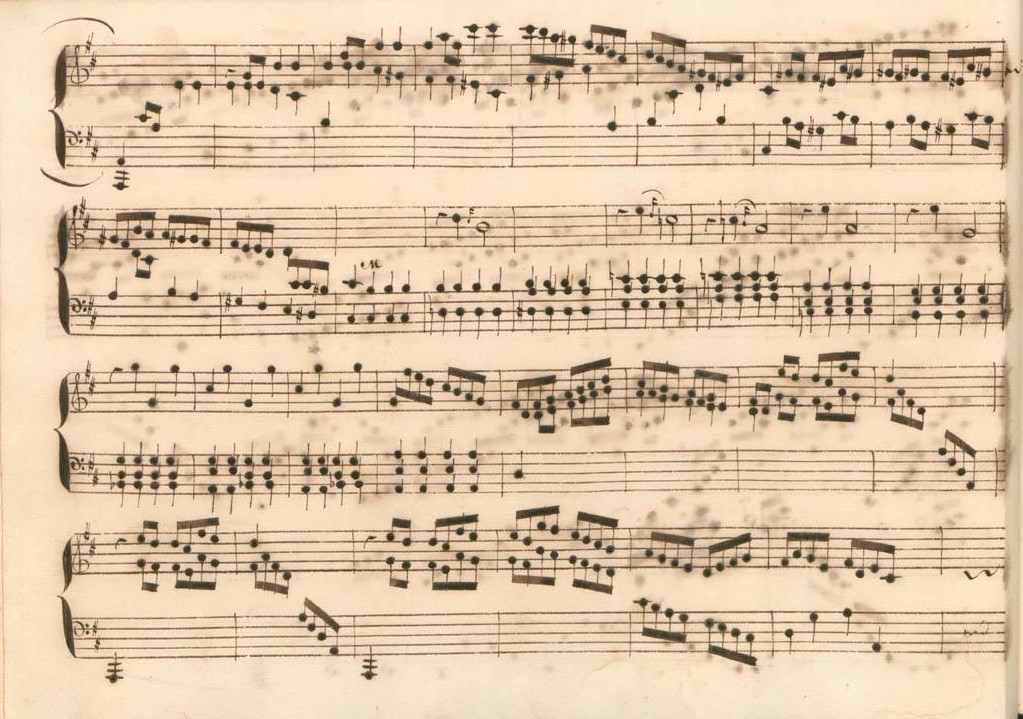
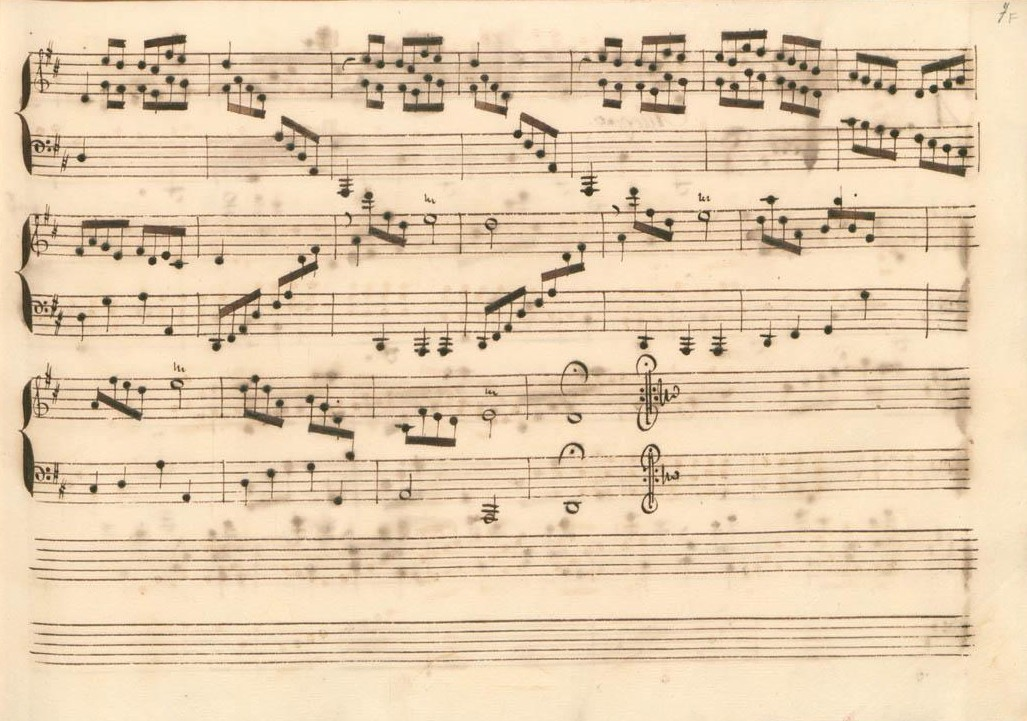

## Interprètes
La sonate K. 388 est défendue au piano notamment par Francesco Nicolosi (2007, Naxos, vol. 9), Carlo Grante (2013, Music & Arts, vol. 4) ; au clavecin par Scott Ross (1985, Erato), Richard Lester (2003, Nimbus, vol. 4), Pieter-Jan Belder (Brilliant Classics, vol. 9) et Pierre Hantaï (2016, Mirare, vol. 5).

## Sources
: document utilisé comme source pour la rédaction de cet article.
- Ralph Kirkpatrick (trad. de l'anglais par Dennis Collins), Domenico Scarlatti, Paris, Lattès, coll. « Musique et Musiciens », 1982 (1re éd. 1953 (en)), 493 p. (ISBN 978-2-7096-0118-4, OCLC 954954205, BNF 34689181).
- Alain de Chambure, « Domenico Scarlatti : Intégrale des sonates — Scott Ross », Erato (2564-62092-2), 1985 (OCLC 891183737) .
- (en) Carlo Grante, « Domenico Scarlatti, intégrale des sonates pour clavier (vol. 4) », Music & Arts (CD-1293), 2016 (OCLC 1020680576) .